# Меккенгайм
Меккенгайм (нім. Meckenheim) — місто в Німеччині, знаходиться в землі Північний Рейн-Вестфалія. Підпорядковується адміністративному округу Кельн. Входить до складу району Райн-Зіг.
Площа — 34,92 км2. Населення становить 24 741 ос. (станом на 31 грудня 2020).